# Blue Desert
Blue Desert é um filme norte-americano, de 1991, dirigido por Bradley Battersby. 

## Sinopse
Após ser vítima de estupro em Nova York, quadrinista se muda para cidadezinha no deserto do Arizona, onde é assediada por estranho andarilho e se apaixona por policial. 
Pouco a pouco, ela começa a não saber mais em quem confiar, contudo, até ela descobrir toda a verdade, já poderá ser tarde demais.

## Elenco
- Courteney Cox ....  Lisa Roberts
- D.B. Sweeney .....  Steve Smith
- Craig Sheffer ....  Randall Atkins
- Steve Ward   .....  Walter
- Philip Baker Hall... Joe